# Laleh Osmany
Laleh Osmany (en pastún: لیلے عثمانی‎; nacida en 1992) es una activista por los derechos de las mujeres de Afganistán. Inició la campaña #WhereIsMyName en las redes sociales para oponerse a la tradición afgana que impide a las mujeres utilizar públicamente sus nombres, lo que implica su invisibilidad en los documentos oficiales. Por su trabajo fue reconocida en los 100 Women Awards de la BBC en 2020.

## Biografía
Osmany nació en 1992 en Afganistán. Estudió Derecho Islámico en la Universidad de Herat. En 2017, cofundó la campaña de redes sociales #WhereIsMyName con Tahmineh Rashiq  para protestar contra la tradición de su país por la que las mujeres no pueden utilizar sus nombres en público. Esta costumbre implica que los nombres de las mujeres no aparecen en documentos oficiales, tales como certificados de nacimiento o defunción, pero tampoco en invitaciones de boda, recetas médicas e incluso en la propia lápida. Revelar el nombre de una mujer no se ve con buenos ojos en Afganistán y hasta puede entenderse como un insulto en determinadas zonas. Que una mujer diga su nombre a otra persona se considera vergonzoso, así que para referirse a ellas se utilizan circunloquios en los que el hombre es siempre la referencia: "la madre de", la hermana de" o "la esposa de".
Tras una lucha de tres años, en 2020 el gobierno afgano acordó permitir a las madres afganas que sus nombres estuvieran impresos en los DNI nacionales de sus hijos.
Mary Akrami, presidenta de la Red de Mujeres de Afganistán, describió la noticia del cambio en la ley como un "paso positivo hacia el establecimiento de la identidad de las mujeres". Fawzia Koofi, exdiputada afgana y activista por los derechos de las mujeres, dijo que el cambio "no es una cuestión de derechos de las mujeres, es un derecho legal, un derecho humano". Otros partidarios del trabajo de Osmany son Farhad Darya, la cantautora Aryana Sayeed y la parlamentaria Maryam Sama.
Pero el cambio en la ley ha sido interpretado por los sectores más conservadores como una falta de respeto a los valores afganos o una medida tomada en su momento para apaciguar a los EE. UU.  Los talibanes se oponen a la inclusión de nombres de mujeres en los documentos de identidad. Osmany ha recibido amenazas de violencia por su papel en la campaña.

## Reconocimientos
Las contribuciones de Osmany a los derechos de las mujeres en Afganistán fueron reconocidas cuando apareció en la lista de 100 mujeres de la BBC publicada en 2020.